# تپه بنفشه (ترانه)
«تپهٔ بنفش» (به انگلیسی: Violet Hill) ترانه‌ای از گروه آلترنتیو راک انگلیسی، کلدپلی است. این ترانه نوشته تمام اعضای کلدپلی است و به آلبوم چهارم آن‌ها، زنده‌باد زندگی یا مرگ و همه دوستانش تعلق دارد. «تپهٔ بنفش» نخست در وب سایت این گروه برای دانلود عرضه شد که بیش از ۲ میلیون بار دانلود شد.
«تپهٔ بنفشه» اولین ترانهٔ ضد جنگ کلدپلی است. این ترانه اولین تک‌آهنگ منتشرشده از آلبوم زنده‌باد زندگی یا مرگ و همهٔ دوستانش است که در زمان انتشارش در جدول ترانه‌های آلترنتیو مجلهٔ بیلبورد رتبهٔ ۹ و در جدول تک‌آهنگ‌های بریتانیا رتبهٔ ۸ را بدست آورد.همچنین توانست در دو بخش بهترین اجرای راک و بهترین ترانه راک نامزد دریافت جایزه گرمی شد اما نتوانست جایزه ای ببرد. 